# Edafologia
L'edafologia és la ciència que estudia els sòls com a substrat del món vegetal. Pedologia es refereix al mateix concepte però incidint especialment en l'aspecte dinàmic del sòl.
Tot i que hi ha antecedents per geògrafs grecs i llatins i més tard per agrònoms d'Al-Àndalus a l'edat mitjana, l'estudi sistemàtic va començar al segle xvi per Bernard Palissy i Olivier de Serres i es va anar desenvolupant al segle xviii. Va esdevenir un subjecte d'atenció privilegiada al segle xix en particular amb els treballs del geògraf rus Vassili Dokutxaiev i del químic alemany Justus von Liebig. Ja sia sota el nom d'edafologia, pedologia o agrologia ha interessat a agrònoms, químics, geòlegs, geògrafs, biòlegs, silvicultors, i especialistes en l'ordenació del territori. Tots ells han contribuït a fer avançar els coneixements en matèria de sòls i la seva formació.
El sòl no constitueix un suport inert o estable sinó que al contrari és lloc d'interaccions entre el clima, els éssers vivents i la matèria mineral de la roca mare. Un sòl és sempre un sistema viu, per això el que hi ha a la lluna i altres planetes sense vida s'anomena regolit.
La humanitat ha intervingut de manera molt notable en l'evolució dels sòls sobre la terra. L'agricultura només pel fet de llaurar un terreny el transforma, ja que forma sobre la part superior de l'horitzó del sòl una capa de pertorbació antròpica amb unes característiques fisioquímiques radicalment diferents de les que tindria en condicions naturals. Les antigues civilitzacions de regadiu en les conques dels rius Tigris i Eufrates ja van provocar la salinització de gran part de les terres que per això van acabar essent abandonades. L'agricultura moderna intenta evitar els errors del passat però en fa de nous amb una insidiosa contaminació difusa que en el cas dels sòls acaba transportant-la a les aigües subterrànies.
Les tasques de construcció d'edificis i infraestructures són una altra forma d'intervenció humana en els sòls que d'una banda els «segresta» deixant-los inútils per altres funcions que les de suport constructiu i de l'altra modifica les seves característiques físico-químiques originals. La resta de la vida animal és la principal responsable de gran part dels processos evolutius del sòl: microorganismes, insectes, àcars, cucs, rosegadors amb la seva activitat constant tenen un dels papers cabdals.
La ciència del sòl és relativament nova. Com a ciència aplicada es basa principalment en la física i la química i fins al desenvolupament recent d'aquestes disciplines no s'ha pogut establir un veritable coneixement científic dels processos que transcorren en el sòl. A Catalunya i en llengua catalana es va publicar el primer llibre sobre la matèria el Què és la Ciència del Sòl? (1938).

## Matèries objecte d'estudi en l'edafologia

### Forma i Factors que componen el sòl
- El perfil del sòl (també anomenat horitzonts del sòl)
- Factors formadors del sòl: Temps topografia, clima, animals, microorganismes, roca mare.
- Components minerals del sòl Roques. Minerals silicats, òxids, carbonats. Argila.
- Components orgànics del sòl. Mineralització. Humificació. Complexos argil·lohúmics.

### Propietats físiques dels sòls
- Estructura del sòl.
- Textura del sòl.
- Temperatura.
- Color del sòl.
- Densitat aparent del sòl.
- Porositat del sòl.

### L'aigua en el sòl
- Tipus d'aigua en el sòl
- Capacitat de camp.
- Potencial hídric
- Disponibilitat d'aigua en el sòl.

### Propietats químiques dels sòls
- Capacitat de bescanvi
- pH del sòl
- Potencial redox.

### Dinàmica dels minerals
- Salinitat del sòl

### Classificació de sòls
- Classificació Americana de sòls.
- Unitats de la FAO de sòls.

### Influència del Clima
- Factors climàtics
- Microclima